# Mi ero scordato di me
Mi ero scordato di me è il primo album di Franco Fanigliulo.

## Il disco
Il cantautore viene scoperto da Franco Ceccarelli dell'Equipe 84, che in questo periodo lavora come produttore per l'Ascolto, l'etichetta fondata da Caterina Caselli; ed è appunto per questa casa disocgrafica che Fanigliulo firma il contratto discografico.
L'album viene registrato negli studi Bus Recording di Roma da marzo a giugno 1977, ed il tecnico del suono è Antonio Mazzullo; il disco è prodotto ed arrangiato da Ceccarelli.
Tra i brani del disco sono da ricordare la title track e Domani, la canzone che viene scelta per la promozione e che quindi viene trasmessa maggiormente dalle radio libere dell'epoca. Il brano che Fanigliulo canta invece nel film Berlinguer ti voglio bene, dello stesso anno, è Davanti a me.
Sono inoltre presenti alcuni momenti musicali, intitolati Legamento, scritti da Ceccarelli.

## Tracce
LATO A
1. Legamento n° 1 -
2. Domani - 5:27
3. Il mio mondo - 2:56
4. Voli - 2:21
5. Mi ero scordato di me - 3:51
6. Lasciatemi andare - 4:14

LATO B
1. Legamento n° 2 -
2. Nel cammino della speranza - 5:15
3. Davanti a me - 3:32
4. Legamento n° 3 -
5. Il cane e il gatto - 4:22
6. E camminare - 4:42

## Formazione
- Franco Fanigliulo – voce
- Giorgio Battistelli – batteria
- Glauco Borrelli – basso
- Vito Foligno – chitarra acustica, chitarra elettrica
- Erasmo Dante Caudio Monte – tastiera
- Cristina Mori – cori